# Chrysolina nushana
Chrysolina nushana é uma espécie de artrópode pertencente à família Chrysomelidae.